# 벨리즈의 코로나19 범유행
다음은 벨리즈의 코로나19 범유행에 대한 글이다.

## 연혁

### 3월
캘리포니아주 로스앤젤레스에서 산 페드로로 돌아온 벨리즈의 여성이 3월 23일 양성 판정을 받은 것이 벨리즈의 첫 확진 사례로 발표되었다.

## 예방
코로나바이러스 범유행으로 인해 딘 배로 총리는 산 페드로에 비상사태를 선포하였다. 앰버그리스 카예의 주민들은 의무적으로 격리 조치가 되어 있으며, 허가받지 않은 선박은 떠나거나 정박하는 것이 금지된다. 또한 보건부는 코로나바이러스에 양성 반응을 보인 여성과 접촉했을 가능성이 있는 모든 사람들을 추적하고 있다.
딘 배로 총리는 3월 20일에 모든 학교에 4월 20일까지의 휴교령이 내렸으며, 25명 이상의 모임을 금지했고, 국경을 봉쇄하였다. 항공편은 3월 23일부로 이륙이 금지되었으며, 화물만이 해상에 정박할 수 있다. 벨리즈의 국민들은 벨리즈로 돌아올 수 있지만, 주민들은 비상사태가 아닐 시에는 출국이 허락되지 않는다.
벨리즈의 보건부 장관은 독감과 비슷한 증상을 가진 사람은 집에 머물면서 자가 격리를 하며, 0-800-MOH-CARE 핫라인으로 전화를 걸어 보고해야 한다.

## 같이 보기
- 멕시코의 천연두 역사
- 2013~2014년 치쿤구니야 유행
- 2009년 인플루엔자 범유행
- 북아메리카의 코로나19 범유행
- 코로나19 경기후퇴